# Axel Bauer
Axel Bauer é cantor, compositor, guitarrista e ator francês nascido em 7 de abril de 1961 em Paris.
Figura imperdível do rock francês, é descoberto em 1983 com o título Cargo.
É várias vezes o recorde de ouro, vendeu três milhões de discos e recebeu quase 700 concertos na França e na Europa.

## Discografia
- 1987- Les Nouveaux Seigneurs (EMI)
- 1990- Sentinelles (Mercury)
- 1998- Simple Mortel (Mercury)
- 2000- Personne N'Est Parfait (Mercury)
- 2006- Bad Cowboy (Polydor)
- 2013- Peaux de Serpents